# نيتيبونغ سيلانون
نيتيبونغ سيلانون (25 مايو 1993 بتايلاند - ) هو لاعب كرة قدم تايلندي في مركز الظهير. شارك مع منتخب تايلاند تحت 20 سنة لكرة القدم ومنتخب تايلاند تحت 23 سنة لكرة القدم. أما مع النوادي، فقد لعب مع نادي بوريرام يونايتد ونادي تشونبوري وSaraburi United F.C. ‏ ونادي بورت.

## وصلات خارجية
- نيتيبونغ سيلانون على موقع قاعدة بيانات كرة القدم.إي يو (الإنجليزية)
- نيتيبونغ سيلانون على موقع ناشيونال فوتبول تيمز (الإنجليزية)
- نيتيبونغ سيلانون على موقع Soccerway.com (الإنجليزية)
- نيتيبونغ سيلانون على موقع عالم كرة القدم.نت (الإنجليزية)